# Румунська абетка
Румунська абетка потрібна для запису румунської мови. Вона є різновидом латинської абетки й складається з 31 літери.

## Літери
Крім загальних абетка містить п'ять особливих літер: Ăă, Ââ, Îî, Șș, Țț.
| A a | Ă ă | Â â | B b | C c | D d | E e | F f |
| G g | H h | I i | Î î | J j | K k | L l | M m |
| N n | O o | P p | Q q | R r | S s | Ș ș | T t |
| Ț ț | U u | V v | W w | X x | Y y | Z z |     |

## Вимова
| Літера              | Фонема | Приблизна вимова                                                         |
| ------------------- | ------ | ------------------------------------------------------------------------ |
| A a                 | /a/    | А                                                                        |
| Ă ă (a-бревіс)      | /ə/    | заднє Е                                                                  |
| Â â (a-циркумфлекс) | /ɨ/    | заднє И                                                                  |
| B b                 | /b/    | Б                                                                        |
| C c                 | /k/    | К                                                                        |
| C c                 | /t͡ʃ/   | Ч (якщо c трапляється перед e або i)                                     |
| D d                 | /d/    | Д                                                                        |
| E e                 | /e/    | Е                                                                        |
| E e                 | /e̯/    | (напівголосний /e/)                                                      |
| E e                 | /je/   | Є (у кількох давніх словах із початковим e: este, el тощо.               |
| F f                 | /f/    | Ф                                                                        |
| G g                 | /ɡ/    | Ґ                                                                        |
| G g                 | /d͡ʒ/   | ДЖ (якщо g трапляється перед e або i)                                    |
| H h                 | /h/    | Х~Г                                                                      |
| H h                 | (mute) | не вимовляється, якщо займає позицію між c/g та e/i (che, chi, ghe, ghi) |
| I i                 | /i/    | І                                                                        |
| I i                 | /j/    | Й (перед голосними)                                                      |
| I i                 | /ʲ/    | (палаталізація)                                                          |
| Î î (i-циркумфлекс) | /ɨ/    | Ідентично до Â, див. вище                                                |
| J j                 | /ʒ/    | Ж                                                                        |
| K k                 | /k/    | К                                                                        |
| L l                 | /l/    | Л                                                                        |
| M m                 | /m/    | М                                                                        |
| N n                 | /n/    | Н                                                                        |
| O o                 | /o/    | О                                                                        |
| O o                 | /o̯/    | (напівголосний /o/)                                                      |
| P p                 | /p/    | П                                                                        |
| Q q                 | /k/    | К                                                                        |
| R r                 | /r/    | Р                                                                        |
| S s                 | /s/    | С                                                                        |
| Ș ș (s-кома) *      | /ʃ/    | Ш                                                                        |
| T t                 | /t/    | Т                                                                        |
| Ț ț (t-кома) *      | /ts/   | Ц                                                                        |
| U u                 | /u/    | У                                                                        |
| U u                 | /w/    | Ў (як «в» у слові «любов»)                                               |
| V v                 | /v/    | В                                                                        |
| W w                 | /v/    | В                                                                        |
| W w                 | /w/    | Ў (як «в» у слові «любов»)                                               |
| W w                 | /u/    | У                                                                        |
| X x                 | /ks/   | КС                                                                       |
| X x                 | /ɡz/   | ҐЗ                                                                       |
| Y y                 | /j/    | Й                                                                        |
| Y y                 | /i/    | І                                                                        |
| Z z                 | /z/    | З                                                                        |

## Історія

### Перехід на латиницю
Найдавніше відоме видання румунською мовою з використанням латинської абетки — «Кодекс Тодореску» або «Книга пісень» (збірка з 10 кальвіністських гімнів) 1570—1573 років. Румунська греко-католицька церква широко поширювала книги румунською мовою з латинською абеткою у XVIII столітті. У Трансільванії перехід на латинську абетку відбувся у XIX столітті. У Валахії та Молдові перехід від кирилиці до латиниці відбувся поступово, у середині XIX століття, через перехідну (цивільну) абетку, започатковану 1828 року, що включала як латинські так й кириличні літери. Остаточну заміну кирилиці на латиницю було здійснено у 1862 господарем Об'єднаного князівства Волощини та Молдови Александру Йоаном Кузою.